# Отдельная курсантская бригада военно-морских учебных заведений Балтийского флота
Отдельная курсантская бригада военно-морских учебных заведений — воинское соединение СССР в Великой Отечественной войне.

## История
Бригада формировалась c 1 июля 1941 года в Ленинграде из курсантов военно-морских учебных заведений При формировании в бригаде насчитывалось 1748 человек.

Каждое учебное заведение подведомственное ВМУЗ обязали направить по одному истребительному батальону в состав формируемой бригады морской пехоты под командованием капитана 1-го ранга Рамишвили. Названия батальонов говорили о их принадлежности к одноимённым учебным заведениям. «КУОПП» — Краснознаменный учебный отряд подводного плавания, «Дзержинский» — Высшее военно-морское инженерное училище — два батальона, «Фрунзе» — Высшее военно-морское командное училище -отправило на фронт несколько батальонов и сводный отряд, «Кронштадтский» — Кронштадтское военно-морское фельдшерское училище, «Орджоникидзе» — училище связи, «Каляева» — морское инженерно-строительное, ВМИТУ (Военно-морское инженерно-техническое училище) и так далее. В ВММА (Военно-морская медицинская академия) для формирования батальона в составе трех рот были выделены курсанты 2-го и 3-го курсов.— Воспоминания ветерана бригады А.Н. Копанева
В составе действующей армии во время Великой Отечественной войны с 3 июля 1941 года по 5 сентября 1941 года.
В начале июля 1941 года бригада отбыла на фронт с задачей охраны участка линии обороны и тыла Северо-Западного фронта, вела борьбу с воздушными десантами и диверсионными группами противника в западных районах Ленинградской области. Штаб бригады расположился в Петергофе. Каждый батальон занимал свой участок, нередко довольно далеко друг от друга, в целом бригада занимала 50-километровый участок второй линии обороны в районе Гостилиц, на шоссе Нарва — Петергоф.
14 июля 1941 года вражеские войска подошли на подступы к Кингисеппу и захватили плацдармы на правом берегу реки Луги у Ивановского и Сабска. На бои с немецкими войскам, стремящимися расширить плацдармы, были брошены в том числе два батальона бригады, практически полностью уничтоженные в результате боёв.
Затем оставшиеся батальоны бригады были спешно выведены из боёв и отправлены в Ленинград

После войны рассказывали следующее, что когда в конце августа 1941 Наркому ВМФ Кузнецову сообщили о гибели в полном составе нескольких батальонов из нашей бригады, то тот немедленно обратился к Сталину и с возмущением доложил, что «безголовое» ленинградской руководство лишило ВМФ резерва командных кадров. В войска немедленно ушел приказ Сталина, продублированный Кузнецовым по всем флотским каналам, о снятии с фронта всех бывших учащихся ВМУЗ и о возвращении их на учёбу…А других курсантов бригады ВМУЗ искали и собирали по всей линии фронта. Специальные представители штаба объезжали на машинах передовую или ходили по траншеям, выкрикивая — «Есть ли здесь курсанты морских училищ Ленинграда?».— Воспоминания ветерана бригады А.Н. Копанева
5 сентября 1941 года расформирована, часть бригады в составе двух батальонов была передана в состав 1-й особой бригады морской пехоты, остальные курсанты вернулись для продолжения обучения.

## Подчинение
| Дата            | Фронт (округ)   | Армия | Корпус (группа) | Примечания |
| --------------- | --------------- | ----- | --------------- | ---------- |
| 10.07.1941 года | Балтийский флот | -     | -               | -          |
| 01.08.1941 года | Балтийский флот | -     | -               | -          |
| 01.09.1941 года | Балтийский флот | -     | -               | -          |

Очевидно во время своего существования оперативно подчинялась соединениям РККА.

## Состав
- 5 отдельных стрелковых батальонов;

## Командиры
- контр-адмирал Рамишвили, Семён Спиридонович (03.07.1941 — 07.08.1941);
- полковник Зайончковский, Василий Казимирович (07.08.1941 — 02.09.1941)